# Parc de la Sauvagère
Ne doit pas être confondu avec La Sauvagère.
Le parc de la Sauvagère (en néerlandais : Sauvagèrepark) est un parc paysager de la commune d'Uccle, dans la région de Bruxelles-Capitale en Belgique, datant de la fin du XIXe siècle. 
Librement inspiré du parc à l'anglaise, il offre un cadre paisible pour les promeneurs et possède également un étang, une plaine de jeux pour les enfants ainsi que des enclos à animaux.
Ce parc est établi sur l'ancien domaine d'un château abandonné, démoli en 1957. Les terrains furent acquis par la commune d'Uccle en 1964.

## Galerie de photographies

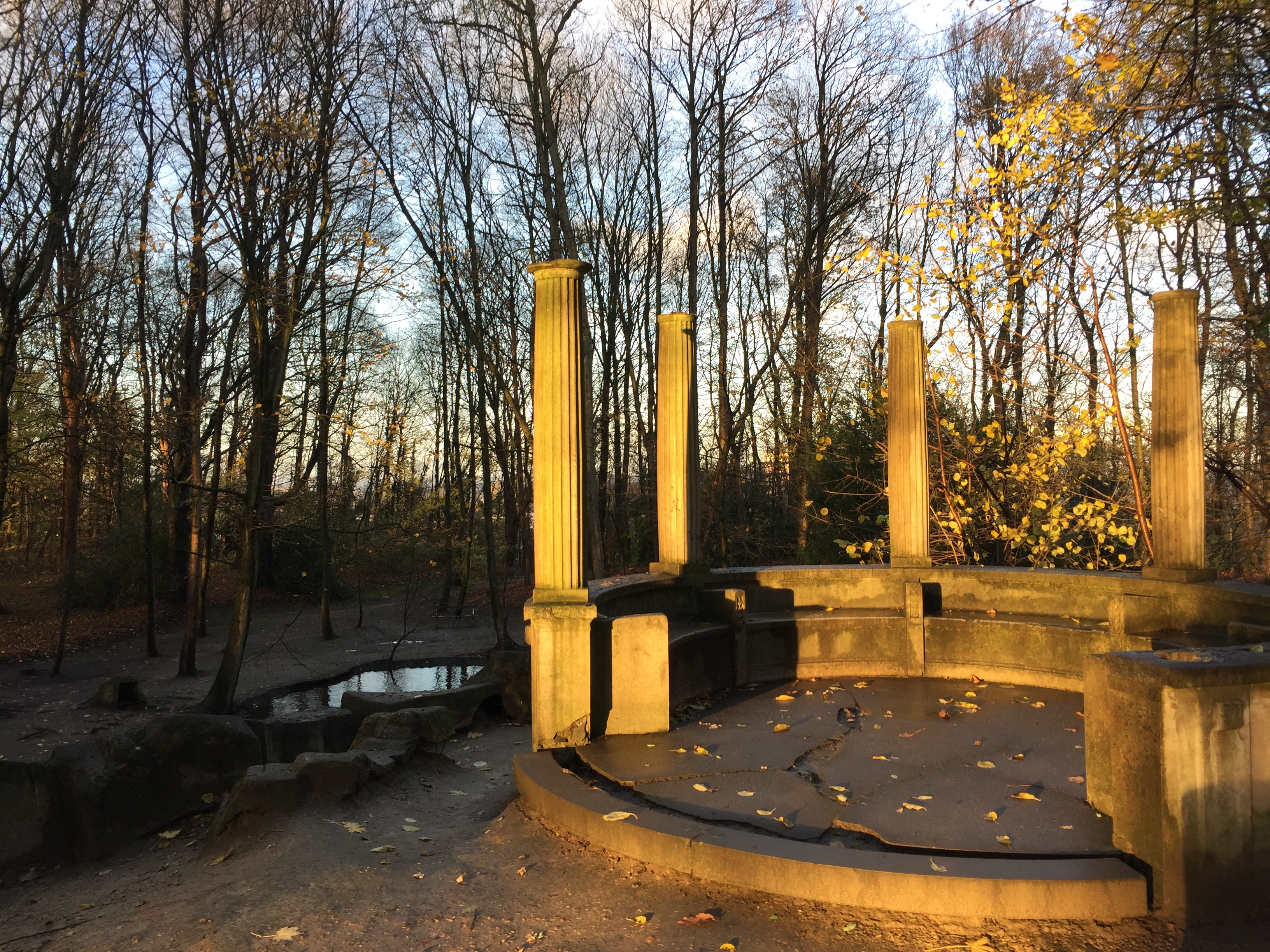
Le pavillon[3] à ciel ouvert au lever de soleil
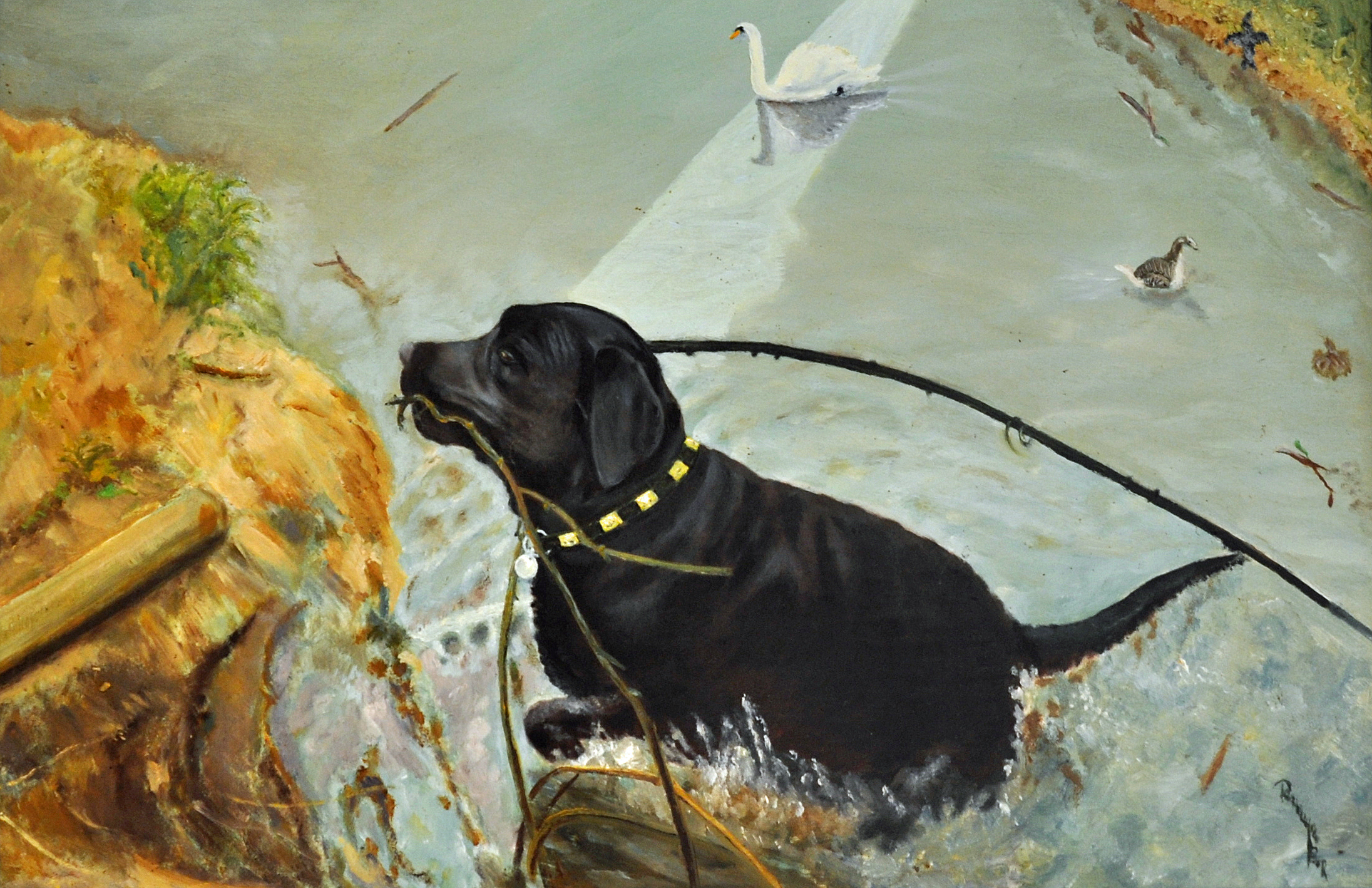
Le labrador retriever au parc de la Sauvagère, huile sur toile, œuvre d'Albert Demuyser (1997)
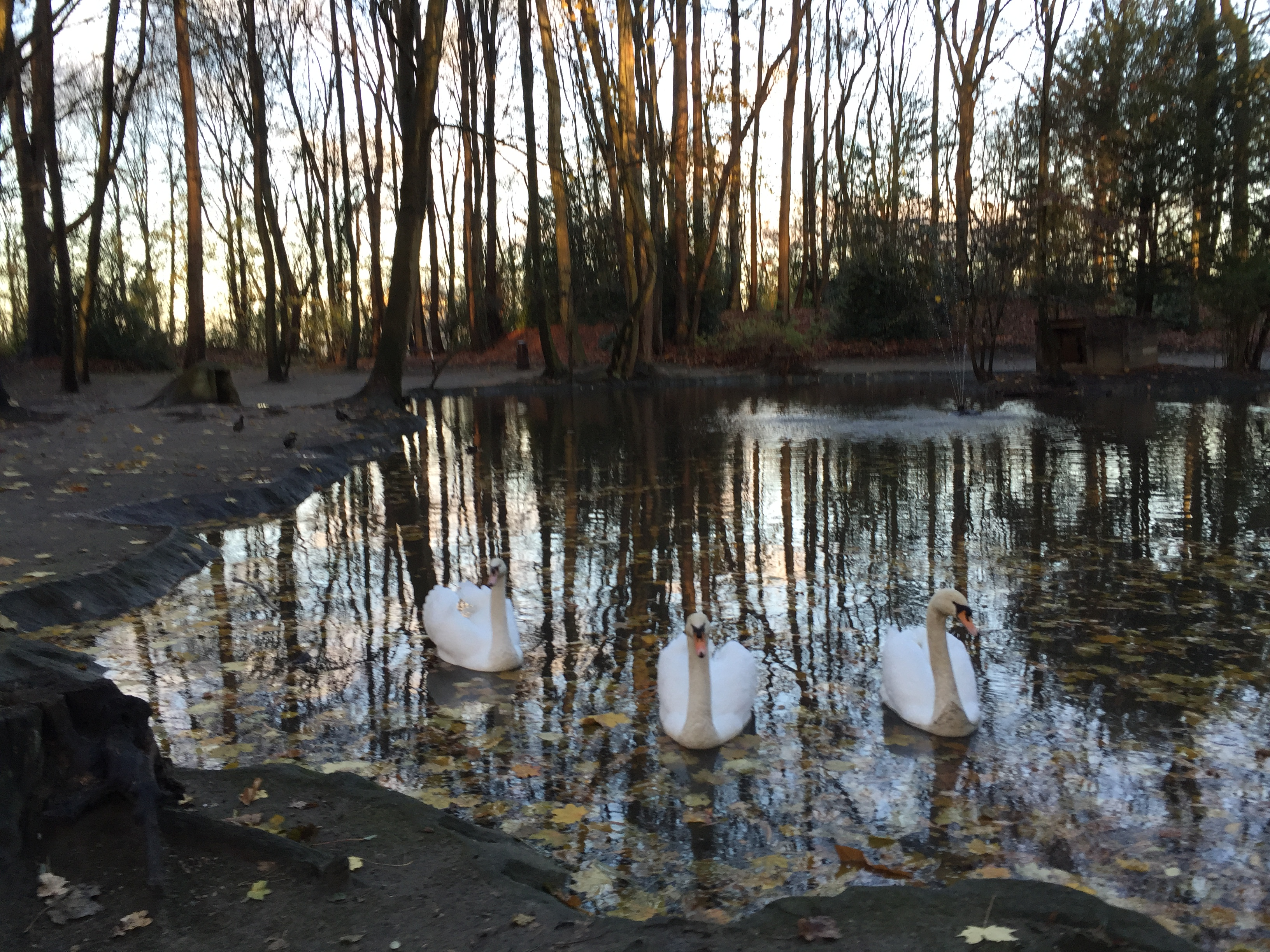
L'étang des cygnes